# أذن الأسد الكبيرة
أذن الأسد الكبيرة (الاسم العلمي:Leonotis grandis) هو نوع من النباتات يتبع جنس أذن الأسد من الفصيلة الشفوية.